# Kovács Gyopár
Kovács Gyopár (Budapest, 1999. január 4. –) magyar színésznő, énekesnő.

## Életpályája
2014-ben szerepelt a TV2-n futó Rising star című tehetségkutató műsorban. Később a Nemes Nagy Ágnes Művészeti Szakközépiskolában és 2017-2020 között a Pesti Magyar Színiakadémián tanult színészetet. 2022-től a Kecskeméti Katona József Nemzeti Színház tagja. 2025-től az Erkel Színház színésznője.
2022-2025 között a Színház- és Filmművészeti Egyetem drámainstruktor szakos hallgatója.

## Fontosabb színházi szerepei
| Szerző                                         | Cím                                                  | Szerep                                                 | Rendező        | Bemutató éve | Intézmény / Helyszín             |
| ---------------------------------------------- | ---------------------------------------------------- | ------------------------------------------------------ | -------------- | ------------ | -------------------------------- |
|                                                | SunCity – a Holnap Tali!-musical                     | Rozi                                                   | Szente Vajk    | 2017         | Pesti Magyar Színház             |
| Szigligeti Ede – Szente Vajk – Bolba Tamás     | Liliomfi                                             | Mariska, árva leány                                    | Szente Vajk    | 2019         | Madách Színház                   |
| Várkonyi Mátyás – Miklós Tibor                 | Sztárcsinálók                                        | Poppea                                                 | Szente Vajk    | 2019         | PS Produkció                     |
| Szente Vajk                                    | Legénybúcsú                                          | Daisy, a callgirl                                      | Szente Vajk    | 2019         | Játékszín                        |
| Galambos Attila – Juhász Levente               | Puskás, a musical                                    | Hunyadvári Erzsébet                                    | Szente Vajk    | 2020         | Erkel Ferenc Színház             |
| Charles Chaplin – Harry Clive – Harry Crocker  | Nagyvárosi fények                                    | Vak virágáruslány                                      | Szente Vajk    | 2020         | Játékszín                        |
| Karey Kirkpatrick – John O'Farrell             | Valami bűzlik                                        | Portia                                                 | Szente Vajk    | 2021         | József Attila Színház            |
| Szente Vajk – Galambos Attila                  | Dominógyilkosság                                     | Hope, személyi asszisztens                             | Szente Vajk    | 2021         | Játékszín                        |
| Lévay Szilveszter – Michael Kunze              | Elisabeth                                            | Fiatal Sissy                                           | Szente Vajk    | 2021         | Kecskeméti Katona József Színház |
| Lionel Bart                                    | Oliver!                                              | Nancy                                                  | Szente Vajk    | 2022         | Pesti Magyar Színház             |
| Juhász Levente – Szente Vajk – Galambos Attila | Kőszívű                                              | Liedenwall Edit                                        | Szente Vajk    | 2022         | Kecskeméti Katona József Színház |
| Ivan Szergejevics Turgenyev                    | Egy hónap falun                                      | Verocska, Golubovék nevelt lánya                       | Mészáros Tibor | 2022         | Kecskeméti Katona József Színház |
| Csukás István                                  | Utazás a szempillám mögött                           | Gabi, a kislány                                        | Sipos Imre     | 2023         | Kecskeméti Katona József Színház |
| Szente Vajk                                    | Aranylakodalom                                       | Daisy, amúgy callgirl, de most nem                     | Szente Vajk    | 2023         | Játékszín                        |
| Szikora Róbert – Lezsák Sándor                 | Az Ég tartja a Földet – Erzsébet, a szerelem szentje | Waltraud                                               | Cseke Péter    | 2023         | Kecskeméti Katona József Színház |
| Bolba Tamás – Szente Vajk – Galambos Attila    | Meseautó                                             | Kovács Vera                                            | Szente Vajk    | 2023         | Kecskeméti Katona József Színház |
| Anton Pavlovics Csehov                         | Háromnővér                                           | Natalja Ivanovna, Andrej menyasszonya, később felesége | Szente Vajk    | 2024         | Kecskeméti Katona József Színház |
| Kovács Lehel – Tóth Kata                       | Felhangolva                                          | Szereplő                                               | Kovács Lehel   | 2024         | Kecskeméti Katona József Színház |
| Claude Magnier                                 | Oscar                                                | Jacqueline, a hazudós                                  | Besenczi Árpád | 2024         | Kecskeméti Katona József Színház |
| Szente Vajk – Galambos Attila                  | A trón                                               | Garai Anna                                             | Szente Vajk    | 2025         | Kecskeméti Katona József Színház |
| Muszty Bea – Dobay András                      | A kék csodatorta                                     | Heuréka                                                | Jankovics Anna | 2025         | Kecskeméti Katona József Színház |

## Televíziós és filmes szerepei
- Holnap tali! (2017) ...Rozi
- A tanár ...Emma (2020)
- Apatigris ...Vanda (2021)
- Most vagy soha! ...Hóvirágárus lány (2024)
- A mi kis falunk ...Csinos nő (2024)
- A renitens ...Vera